# Bajaichthys elegans
Bajaichthys es un extinto pez del orden Lampriformes. Esta especie marina vivió durante la época del Luteciense. Fue descrita científicamente en 1983 por Sorbini.

## Anatomía
Medía aproximadamente cuatro centímetros de longitud. Con un cuerpo profundo y cabeza corta, una larga cola de 27 vértebras caudales, una aleta anal que iba desde la región posterior del cuerpo hacia toda la longitud de la cola, además de unas aletas pélvicas.

### Lectura recomendada
- Donald Davesne; Giorgio Carnevale; Matt Friedman (2017). "Bajaichthys elegans from the Eocene of Bolca (Italy) and the overlooked morphological diversity of Zeiformes (Teleostei, Acanthomorpha)". Palaeontology. 60 (2): 255–268. doi:10.1111/pala.12280.